# Heteropoda murina
Heteropoda murina là một loài nhện trong họ Sparassidae.
Loài này thuộc chi Heteropoda. Heteropoda murina được Mary Agard Pocock miêu tả năm 1897.